# Lessertia prostrata
Lessertia prostrata är en ärtväxtart som beskrevs av Dc. Lessertia prostrata ingår i släktet Lessertia och familjen ärtväxter. Inga underarter finns listade i Catalogue of Life.